# 于尔普瓦地区马罗勒
于尔普瓦地区马罗勒（法語：Marolles-en-Hurepoix，法語發音：[maʁɔl ɑ̃ yʁpwa] ⓘ）是法国法兰西岛大区埃松省的一个市镇，属于帕莱索区。

## 地理
于尔普瓦地区马罗勒（48°33'45"N, 2°17'54"E）面积6.47 平方千米，位于法国法蘭西島大區埃松省，该省份为法国北部内陆省份，北起上塞纳省和马恩河谷省，西接厄尔-卢瓦省和伊夫林省，南至卢瓦雷省，东临塞纳-马恩省。
与于尔普瓦地区马罗勒接壤的市镇（或旧市镇、城区）包括：奥尔日河畔布雷蒂尼、谢普坦维尔、吉布维尔、勒德维尔、拉诺维尔、圣弗兰。

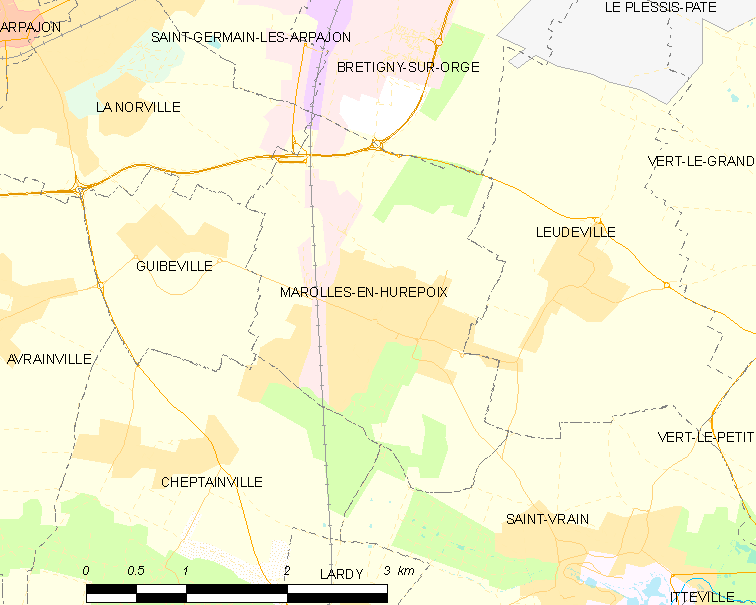
于尔普瓦地区马罗勒的OSM定位图

于尔普瓦地区马罗勒的时区为UTC+01:00、UTC+02:00（夏令时）。

## 行政
于尔普瓦地区马罗勒的邮政编码为91630，INSEE市镇编码为91376。

## 政治
于尔普瓦地区马罗勒所属的省级选区为奥尔日河畔布雷蒂尼县。

## 人口

1962-2008年间于尔普瓦地区马罗勒人口变化图示

于尔普瓦地区马罗勒于2022年1月1日时的人口数量为5688人。